# Ferrocarril Lahore-Karachi
El ferrocarril Lahore-Karachi fou una línia fèrria de l'Índia Britànica. Unia el ferrocarril de Lahore amb el port de Karachi i fou oberta el 1872. Passava per les zones dels canals que des de feia poc irrigaven una extensa regió, però també zones de muntanya. Va servir de model per les línies fèrries de via estreta que es van obrir cap a l'Afganistan per comunicar les posicions frontereres avançades britàniques.